# Понятівка (Херсонський район)
Поняті́вка — село в Україні, у Дар'ївській сільській громаді Херсонського району Херсонської області. Населення становить 1110 осіб.(До війни)
До Понятівки у радянський період було приєднано село Орлове.

## Історія
Засноване 1 вересня 1780 року як маєток князя Станіслава Понятовського. Станом на 1886 рік у селі Микільської волості Херсонського повіту Херсонської губернії мешкало 325 осіб, налічувалось 56 дворів, існувала церковно-приходська школа, відкрита у 1862 році.
Село постраждало від Голодомору, проведеного радянським урядом у 1932—1933 роках. Зокрема збереглися відомості про частину села — колись окремий населений пункт — село Орлове. Згідно з мартирологом Національної книги пам'яті України, складеного на основі свідчень очевидців Голодомору, від голодної смерті загинуло 34 особи, 29 з яких ідентифіковано. Окрім того, у самому селі, відомо про імена 53 загиблих осіб.

### Російське вторгнення в Україну (з 2022)
У березні 2022 року село було окуповане російськими військами.
11 листопада 2022 року село Понятівка визволене Збройними силами України в ході контрнаступу в Херсонській області.
Після звільнення, село перебуває під постійним вогнем російської армії. 5 березня 2023 року російські окупанти цілеспрямовано обстріляли з мінометів житловий будинок у селі, загинуло 3 цивільні особи.
6 червня 2023 року, внаслідок підриву російськими військами Каховської ГЕС, село в перші ж години було затоплене.
2 липня 2024 року село постраждало від комбінованих обстрілів, які призвели до пошкодження інфраструктури та пожежі сухостою.

## Населення
Згідно з переписом УРСР 1989 року чисельність наявного населення села становила 1236 осіб, з яких 590 чоловіків та 646 жінок.
За переписом населення України 2001 року в селі мешкало 1110 осіб.

### Мовний склад
Рідна мова населення за даними перепису 2001 року:
| Мова            | Кількість | Відсоток |
| --------------- | --------- | -------- |
| українська      | 995       | 89.64%   |
| російська       | 105       | 9.46%    |
| білоруська      | 1         | 0.09%    |
| вірменська      | 1         | 0.09%    |
| румунська       | 1         | 0.09%    |
| інші/не вказали | 7         | 0.63%    |
| Усього          | 1110      | 100%     |